# 贝恩德·海因里希
贝恩德·海因里希（德語：Bernd Heinrich，1940年4月19日—）是一位美籍德裔生物学家，出生于当时还是德国领土的波烏琴-茲德魯伊，现为佛蒙特大學生物学院榮譽退休教授，主要研究方向为昆虫生理学与行为学和鸟类行为学，此外他还是一位科普作家，主要作品有《生命的涅槃：动物的死亡之道》（Life Everlasting: The Animal Way of Death），《冬日的世界：动物的生存智慧》（Winter World: The Ingenuity of Animal Survival），《夏日的世界：恩赐的季节》（Summer World: A Season of Bounty）等